# شيراغ علي
مولفي شيراغ علي (1844-1895)  (تنطق أيضاً تشايراغ) هو عالم مسلم هندي من أواخر القرن التاسع عشر. ساهم في مدرسة الحداثيين المسلمين وقدم تفسيرا إصلاحيا حول القرآن كزميل للسيد سيد أحمد خان. ساهم في العديد من الأعمال في مدرسة الحداثيين المسلمين مثل المعرض النقدي للجهاد الشعبي والإصلاحات السياسية والقانونية والاجتماعية المقترحة في ظل الحكم الإسلامي . تميزت تفاعلاته مع المسيحيين في الهند البريطانية أيضًا عُرف بأنه من المناظرين المسلمين المركزين بشكل خاص على حروب محمد. توفي عن عمر يناهز 51 أثناء العلاج، وشيراغ علي مدفون الآن في بومباي.

## الحياة العائلية
من مواليد ميروت لعائلة من أصل كشميري،    كان شيراغ علي أكبر ثلاثة أشقاء، ولايات علي، عنايات علي ومنسيب علي. توفي والدهم محمد بخش عن عمر يناهز 35 عامًا. في تلك المرحلة، عندما كان شيراك يبلغ من العمر 12 عامًا، سقطت مسؤولية تعليم الأسرة على عاتق أمهم وجدتهم. ومن المعروف أنه كان لديه زوجة، العبادي بيجوم.

## التعليم
كان شيراغ علي قد تلقى تعليمه حصرياً في المنزل. كان أحد منجزاته التعليمية الأولية اكتساب الغات الفارسية والعربية والإنجليزية والفرنسية والعبرية والآرامية واللاتينية واليونانية. وكان التعليم والدراسة من أهم جوانب حياة شيراغ علي. قادته دراساته إلى تقديم ترجمة جديدة للنص ورسالة القرآن وكذلك معارك محمد.

## المهنة
في سنوات عمله الأولى، كان شيراغ علي متمركزًا كمحرر في جوراخبور ولكنه وجد نفسه في النهاية في لوكناو باحثاً عن وظيفة أفضل. ثم أصبح جامعًا في مكتب التسوية حتى أوصاه السيد سيد أحمد خان بمنصب في حكومة نظام حيدر أباد. كان شيراغ بالفعل يقدم بعض المساهمات الأدبية لمجموعة متنوعة من الأوراق مثل Mukhbir-i Mādiq و Manshūr-i Muhamhamī . عندما طلب سالار جانغ الأول، رئيس وزراء ولاية حيدر أباد ،من السير سيد، توظيف مترجم، كان شيراغ علي هو الشخص المدعو لشغل هذا المنصب. ارتبط بالسيد سيد طوال حياته المهنية بسبب المعتقدات الدينية والسياسية المتماثلة.

## الألقاب
في عام 1888، بمناسبة الاحتفال بالنصر لوحدة حيدراباد العسكرية التي قاتلت في جبهة الحرب في بورما، قُدِّم لشيراغ علي لقب حرب النصر الفخري عزام يار يونغ بمرافقة ألفي رجل من الفرسان، وألف راكب وعلم.

## الحياة السياسية
انضم شيراغ ‘لى مدرسة الحداثيين المسلمين، وهو معروف بشكل بارز بصلته بالسيد سيد. التقى الاثنان في عام 1874 عندما جاء السيد سيد إلى لكناو بعد أن قادتهم رحلتهم الأدبية هناك. كان شيراغ علي مؤيدًا قويًا لحركة السيد سيد علي، عليكرة. وعلى الرغم من كونه موظفًا مدنيًا بارزًا، فقد تجنب شيراغ علي الوقوع في العمل السياسي في حيدر أباد. وبدلا من ذلك ترك أعماله الأدبية تتحدث عن نفسها.
سعى شيراغ علي في كتاباته إلى تصحيح ما اعتبره تصورات خاطئة عن الإسلام والجهاد. وقال إن سوء التفاهم هذا جاء من التطور التاريخي للحديث وأنشطة الفقهاء المسلمين. لقد اعتقد أن الفقهاء قد أخذوا العدالة بأيديهم وبهذا فقد أساؤوا استخدام القرآن أو تجاهلوه تمامًا. وباتباعه هذه المعتقدات، كان شيراغ علي ملتزمًا بتقديم تفسير جديد للقرآن ونسخة معتدلة من الجهاد.
ولكي يوضح وجهة نظره في إعادة تعريف الجهاد، وصف شيراغ علي حروب محمد بأنها دفاعية تمامًا. وقال إن كل حروب محمد كانت محلية ومؤقتة، مما جعلها دفاعية لأن القرآن لا يحرض على حروب العدوان. وقال إن محمد شارك في المعركة فقط رداً على الأعمال التي تتعارض مع تعاليم القرآن. يعتقد شيراغ بأن الإسلام يساء فهمه من قبل الغالبية في العالم، وهذا هو ما دفعه إلى القيام بحركة الإصلاح الديني في القرآن.

## قائمة مختارة من الأعمال
- الإصلاحات السياسية والاجتماعية المقترحة (في الإمبراطورية العثمانية وغيرها من الولايات المحمدية) - مطبوع باللغة الإنجليزية من قبل مطبعة جمعية التعليم، Byculla - 1883 - متاح على مكتبة الهند الرقمية
- الإدارة تحت رئاسة سالارجونج حيدر اباد - المطبوعة باللغة الإنجليزية - 1884 - متاح في المكتبة الرقمية في الهند
- حيدر أباد (ديكان) تحت السير سالار جونغ المجلد. 1 - مطبوع باللغة الإنجليزية بواسطة مطبعة جمعية التعليم، Byculla - 1884 - متاح في المكتبة الرقمية في الهند
- حيدر أباد (ديكان) تحت السير سالار جونغ المجلد. 2 - مطبوع باللغة الإنجليزية من مطبعة جمعية التعليم، Byculla - 1885 - متاح في المكتبة الرقمية في الهند
- معرض حرج للفيلم الشهير Jihád - مطبوع باللغة الإنجليزية من قِبل Thacker و Spink And Co ، Calcatta 1885 - متاح على Project Gutenberg
- حيدر أباد (ديكان) تحت السير سالار جونغ المجلد. 3 - مطبوع باللغة الإنجليزية بواسطة Press Society's Press، Byculla - 1886 - متاح في المكتبة الرقمية في الهند
- عزام الكلام في ارتقاء الإسلام المجلد 1 و 2 - مطبوع باللغة الأردية - 1910 - متاح على مكتبة الهند الرقمية